# Майдан Волі (Запоріжжя)
Майда́н Во́лі — майдан у Запоріжжі.
Безпосередньо до площі прилягає сквер Прикордонників. У 1977 році у прилеглому до площі сквері Прикордонників було встановлено пам'ятник Феліксу Дзержинському.  Пам'ятник демонтований 10 березня 2016 року. Серед пам'яток архітектури: будівлі колишнього Народного дому (1900) та першої міської електростанції (1911) — обидві розташовані на вулиці Поштовій на перетині з майданом Волі. Народний дім побудували наприкінці 1903 року. Це перша будівля театрального зразка в Запоріжжі, яка відіграла значну роль у просвітництві. Там відбувалися театральні вистави, проводили лекції, працювало товариство «Просвіта», яке брало активну участь в українізації міста Олександрівська.

## Перша міська електростанція
На початку XX століття почалася міська електрифікація, повсюди в Україні почали з'являтися електростанції. Проєкт споруди першої міської електростанції та електромереж було створено у 1905 році, але через проблеми з фінансуванням будівельні роботи розпочалися тільки через 5 років, у 1910 році. 
Побудована на початку 1911 року електростанція потужністю 200 КВт працювала на твердому паливі..

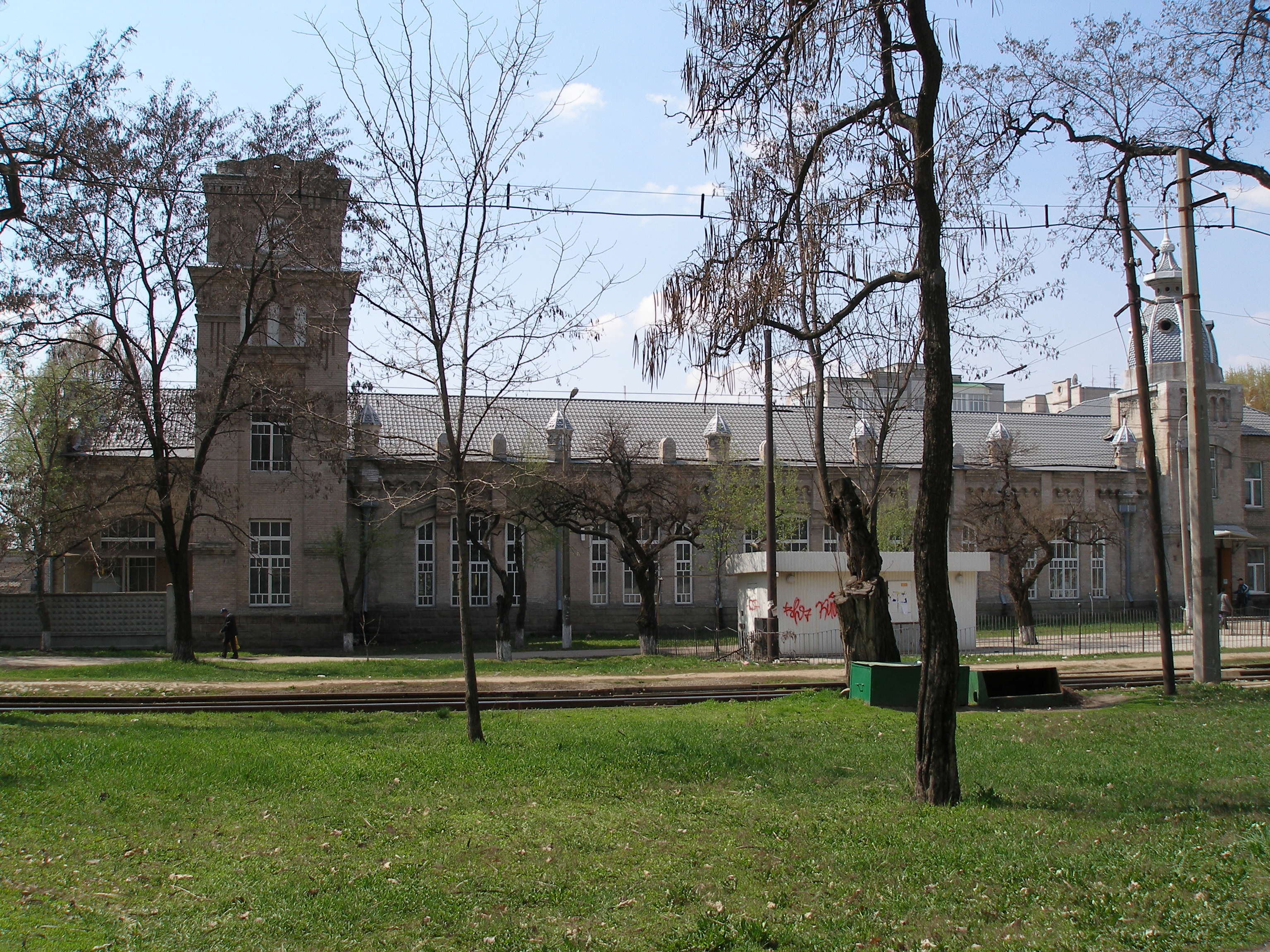
Будівля першої електростанції Олександрівська (нині — Запоріжжя)

Будівля електростанції, виконана у псевдоготичному стилі з венеціанськими вікнами. Незважаючи на єдиний поверх, будівля має висоту понад 7 метрів, а також двоповерхову прибудову з цегли висотою близько 9 метрів. Цоколь будівлі виконаний з граніту, підносячись на метр від землі.. 

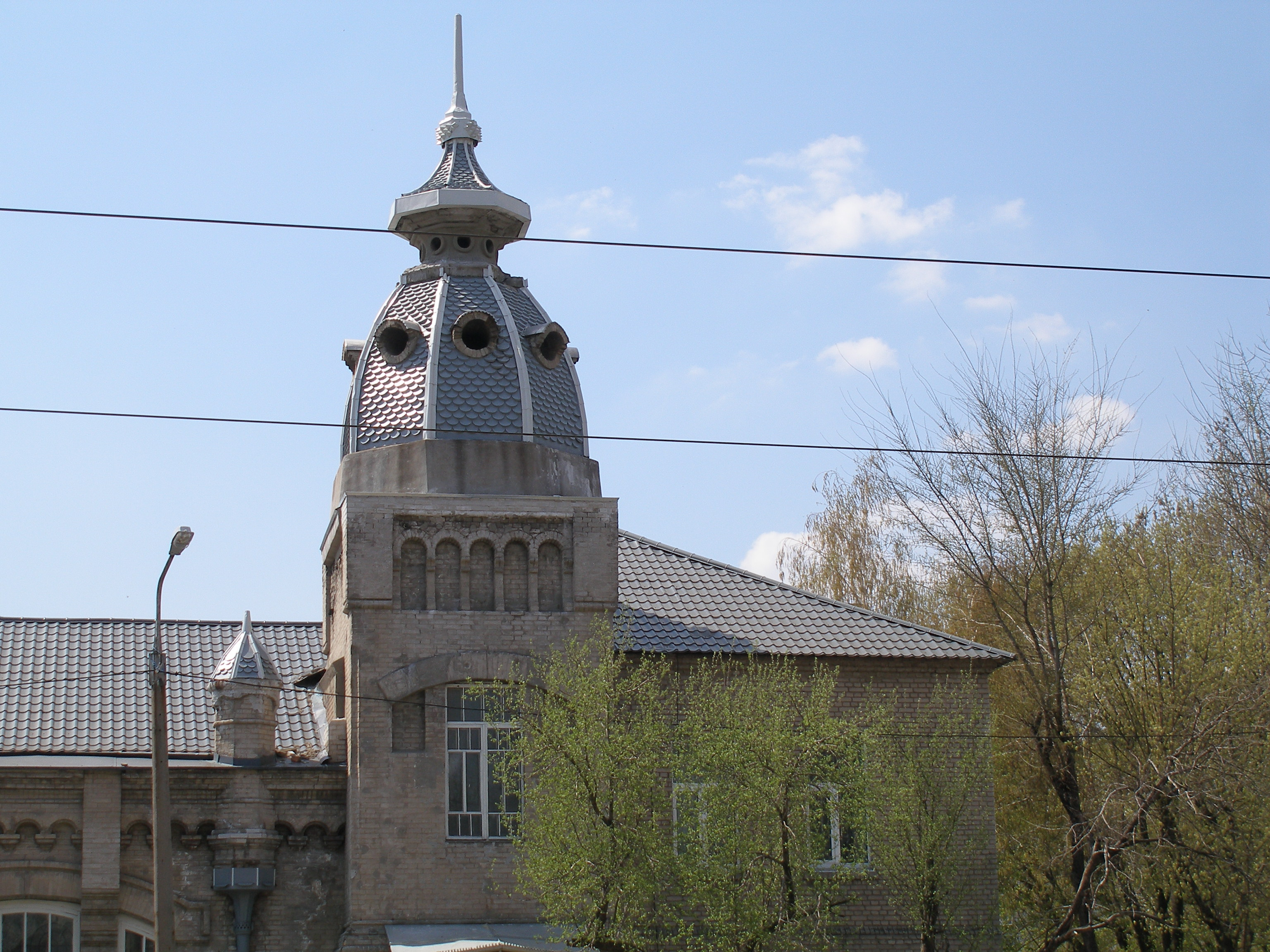
Башта колишньої першої електростанції

Під час окупації Запоріжжя у 1941 році був зруйнований купол на одній з веж станції, який так і не був відновлений.
13 грудня 2021 року Запорізька обласна прокуратура у судовому порядку повернула у державну власність пам'ятку  архітектури та містобудування — Будинок першої теплоелектростанції. Господарським судом міста Києва задоволено позов Запорізької обласної прокуратури,  витребувано з незаконного володіння та повернуто державі об'єкт нерухомості, який має культурну цінність. Прокуратурою встановлено, а судом підтверджено, що попри законодавчу заборону на приватизацію, акціонерне товариство набуло у приватну власність об'єкт культурної спадщини місцевого значення загальною вартістю майже 34 млн грн, розташованого у Олександрівському районі обласного центру.
Нині у цій будівлі розташоване Управління міських електромереж та щитова підстанція Олександрівського району.
30 травня 2023 року в Запоріжжі власника об'єкта культурної спадщини «Народного дому» зобов'язали укласти охоронний договір, який знаходиться у власності товариства з березня 2013 року, проте власник досі не взяв на себе охоронні зобов'язання.

## Меморіал захисникам України
19 січня 2022 року відбувся відкритий архітектурний конкурс, за підсумками якого було обрано проєкт майбутнього меморіалу. Це здвоєний тризуб, який є одним із найбільш значущих символів українських воїнів, і стеля пам'яті, присвячена загиблим.
Сам тризуб включає також мечі, як символ воїнів України всіх часів, і козацький хрест як символ запорізького козацтва. Основу тризубця прикрашає вишитий орнамент. У проєкті передбачено і реконструкцію скверу Прикордонників, щоб територія мала закінчену композицію. Меморіал захисникам України планується встановити у 2022 році.
11 вересня 2023 року невідомими вандалами пошкоджено простір для вшанування пам'яті полеглих українських військових в ході російсько-української війни. Вандали повиривали українські прапорці та пошкодили фотографії полеглих героїв на місці імпровізованого меморіалу. Правоохоронцями проводяться низка заходів для розшуку осіб, причетних до правопорушення.

## Інфраструктура
Поруч з площею розташовані:
- Запорізький академічний обласний український музично-драматичний театр імені Володимира Магара;
- Обласна дитяча лікарня;

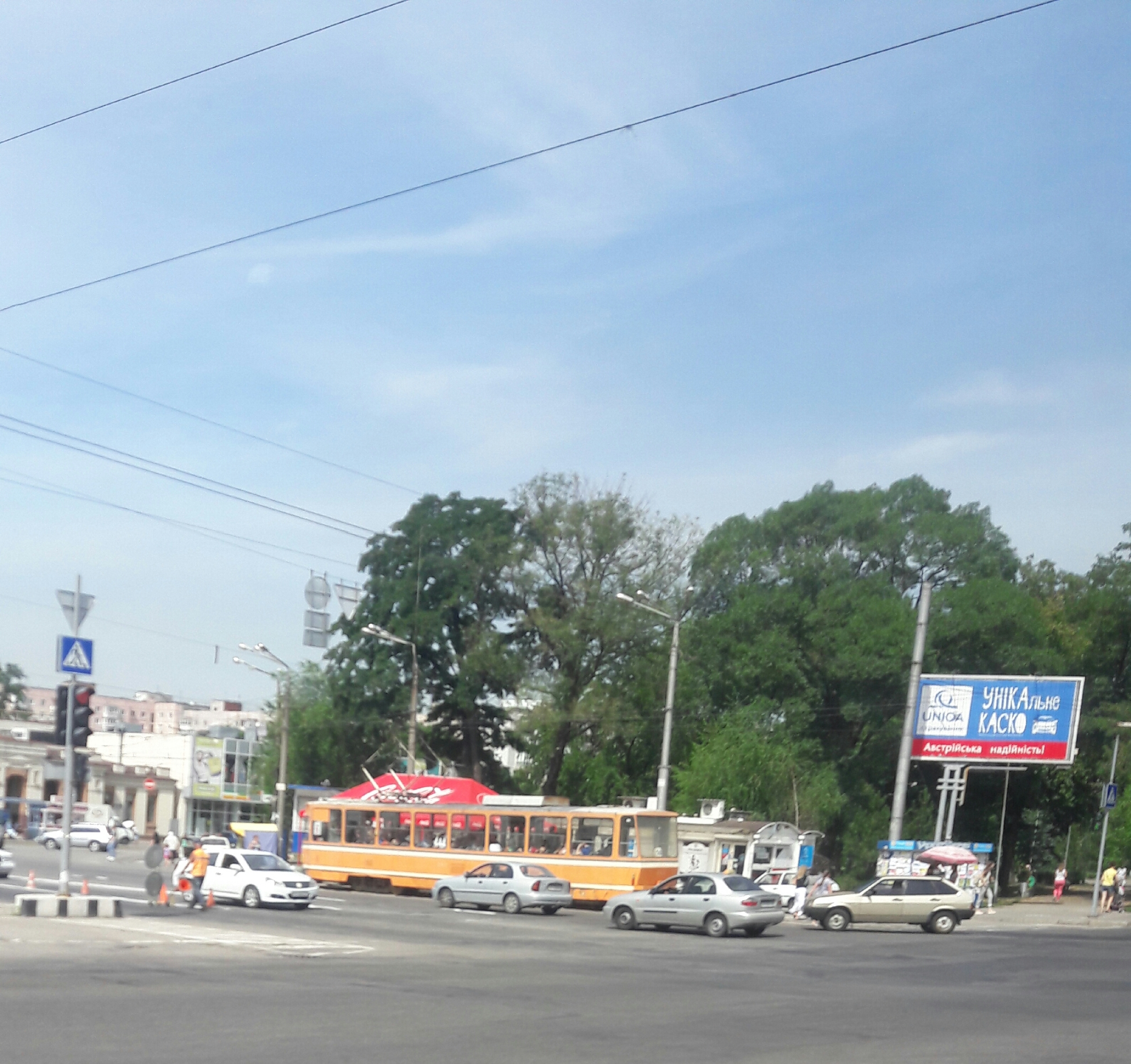
Кінцева зупинка трамвайних маршрутів № 10, 12, 15

Площу перетинають трамвайні маршрути № 3, 10, 12, 14, 15, 16. 
За 500 м від майдану Волі вниз до Дніпра розташований Центральний парк культури і відпочинку  «Дубовий Гай».

## Галерея

Пам'ятник «Прикордонникам всіх поколінь» в однойменному сквері
Колишній пам'ятник Дзержинському Ф. Е., демонтований 10 березня 2016 року, відповідно закону про декомунізацію
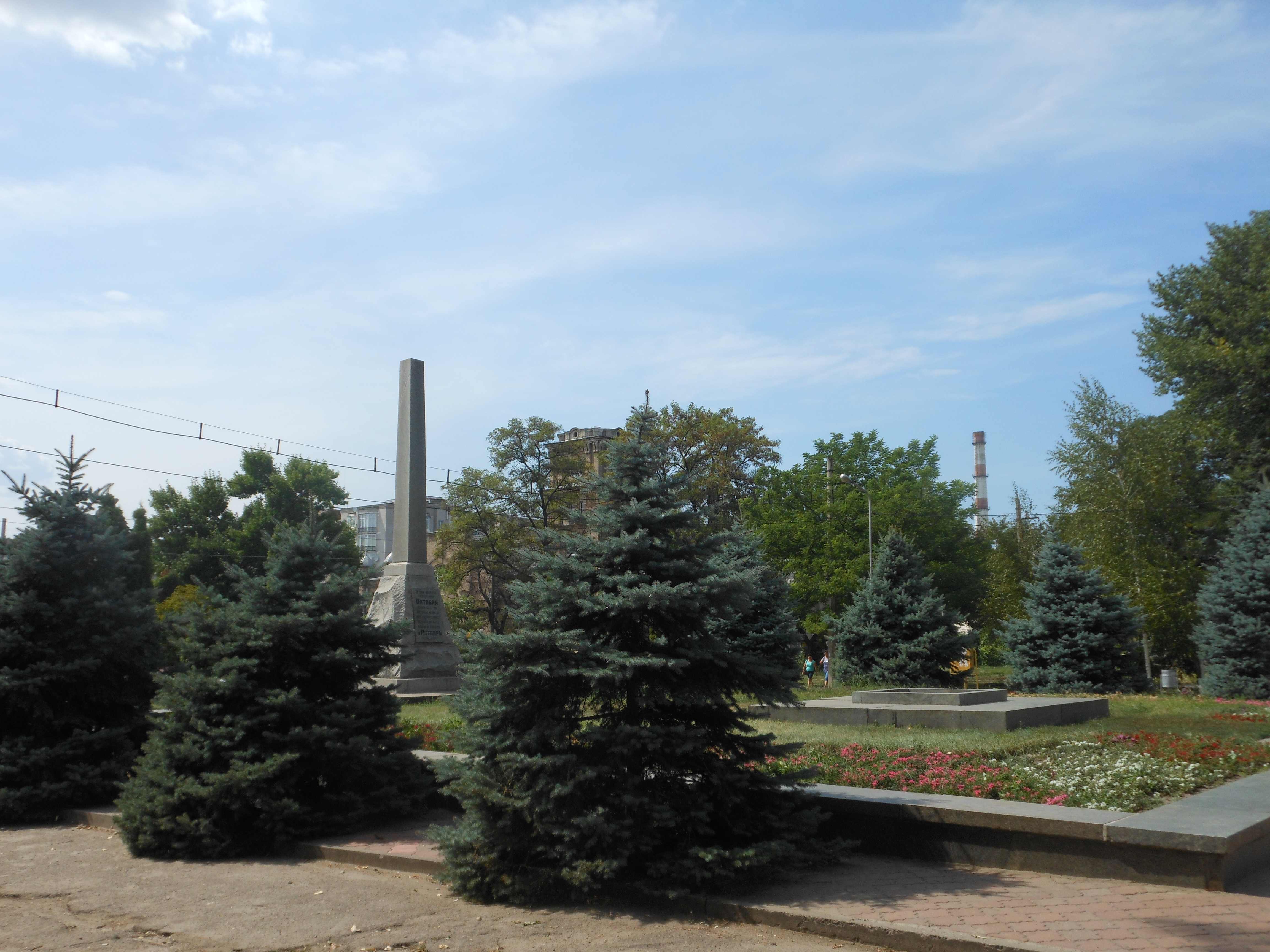
Обеліск та вічний вогонь на братській могилі
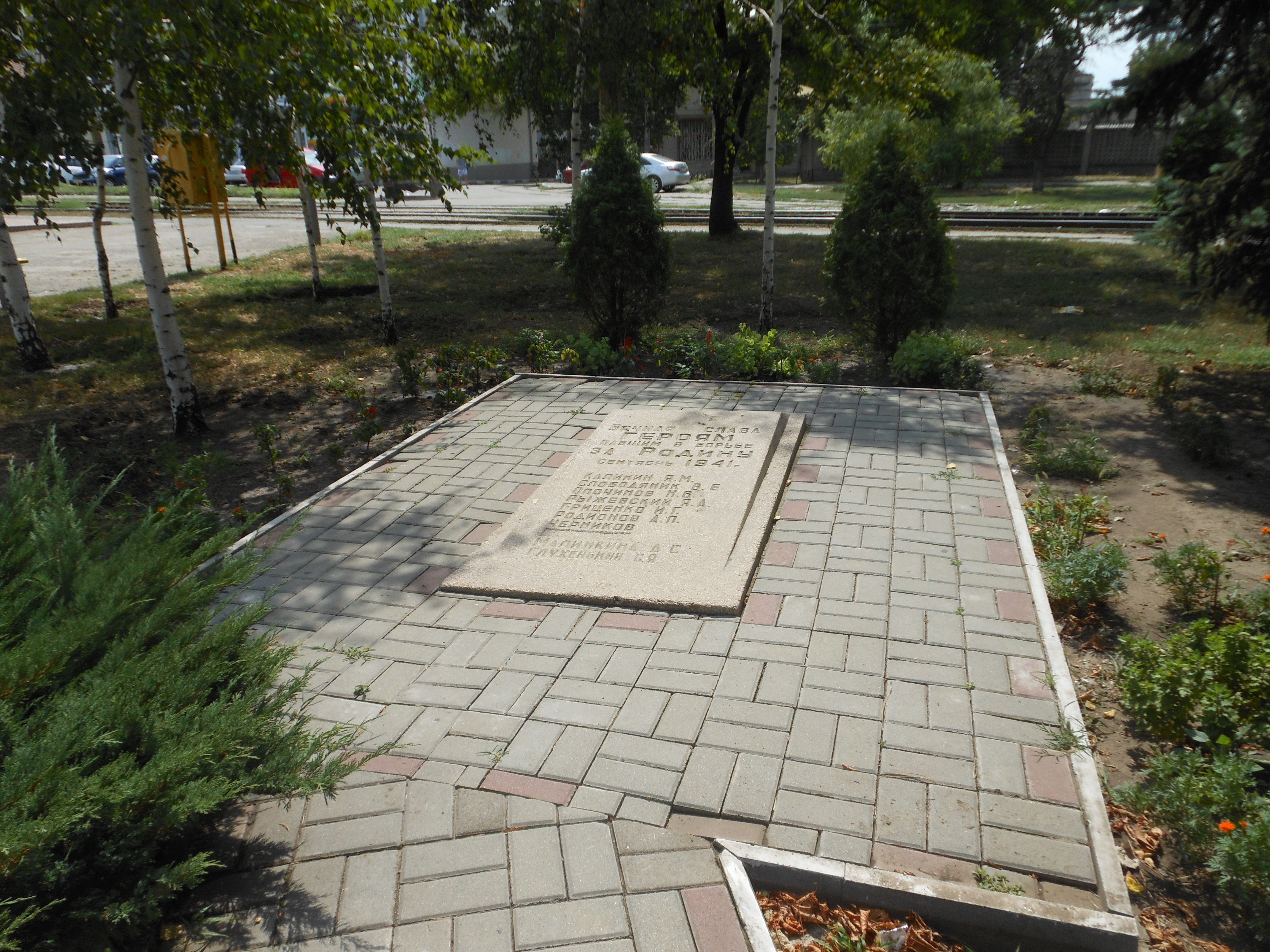
Братська могила 10 бійців у сквері на майдані Волі
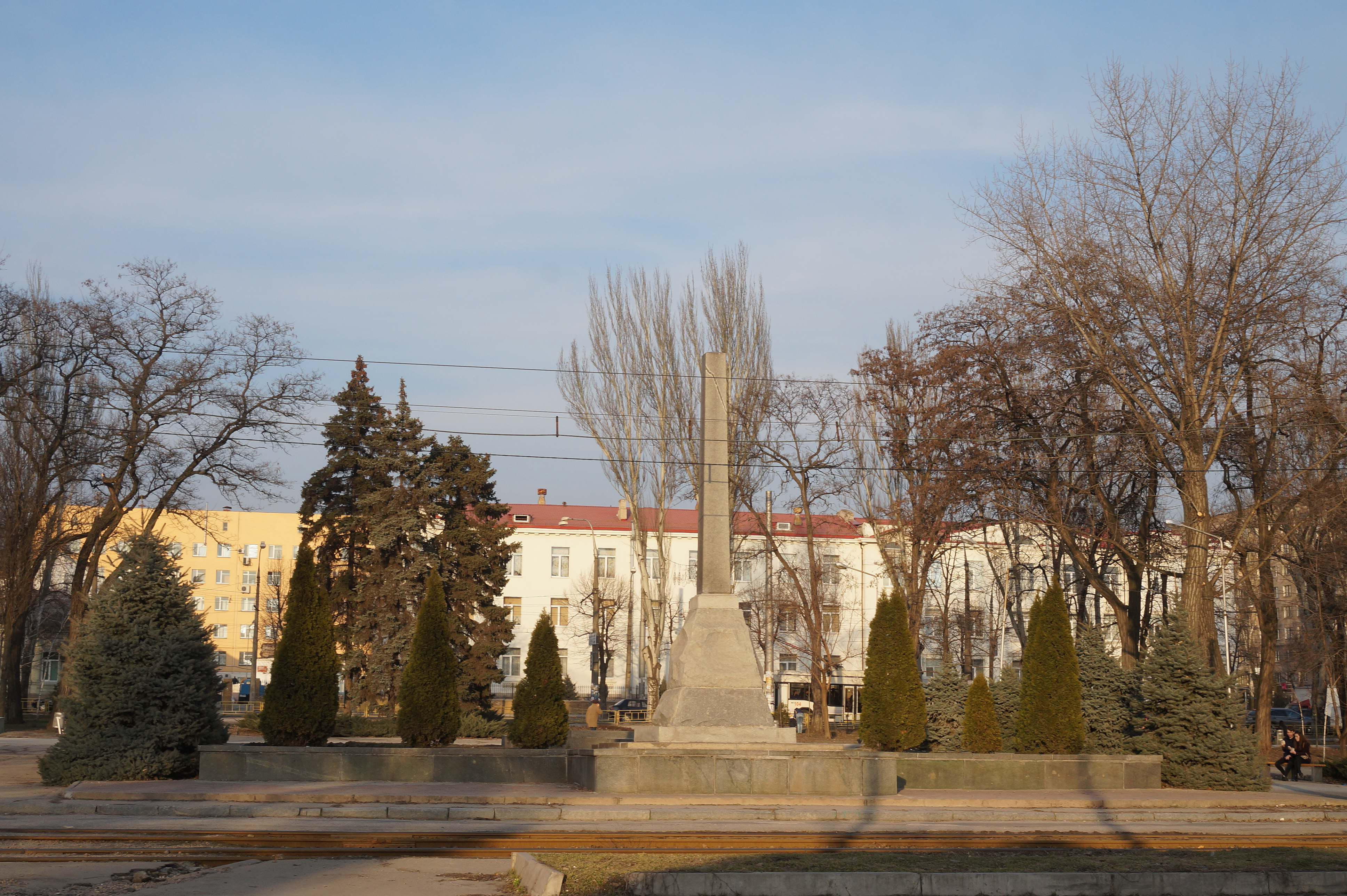
Сквер біля майдану Волі